# Lucjan Trela
Lucjan Trela (ur. 25 czerwca 1942 w Turbi, zm. 12 lutego 2019 w Stalowej Woli) – polski bokser rywalizujący w wadze ciężkiej, olimpijczyk z Meksyku (1968), trener bokserski.

## Kariera
Przygodę ze sportem Trela rozpoczął od piłki nożnej – występował jako junior w zespole w Turbi, później przeniósł się do Stali Stalowa Wola, gdzie grał na pozycji stopera. Karierę pięściarza rozpoczął w sekcji bokserskiej tego klubu, gdzie jego trenerem był Ludwik Algierd. Miał nietypowe, jak na wagę ciężką, warunki fizyczne, mierzył 172 cm przy 86 kg wagi. Pierwszą oficjalną walkę w ringu stoczył w 1959. Rok później jako bokser Stali zdobył tytuł juniorskiego mistrza Polski. Podczas służby wojskowej w latach 1962–1964 reprezentował klub Bieszczady Rzeszów.
Dwukrotnie startował w mistrzostwach Europy – w Rzymie w 1967 oraz w Belgradzie w 1973. We Włoszech pokonał w eliminacjach Walijczyka Dennisa Avotha, a następnie w ćwierćfinale przegrał 0:5 z późniejszym triumfatorem mistrzostw, Mario Baruzzim. Z kolei w Jugosławii po pokonaniu 5:0 Holendra Henniego Toonena, w ćwierćfinale uległ w takim samym stosunku Niemcowi Peterowi Hussingowi.
W 1968 wziął udział w igrzyskach olimpijskich w Meksyku. W pierwszej rundzie (1/8 finału) rywalizował z o 20 cm wyższym późniejszym mistrzem olimpijskim i zawodowym mistrzem świata Amerykaninem George'em Foremanem, przegrywając decyzją sędziów 1:4 (dwóch arbitrów wskazało na Foremana 60:58 i 60:57, jeden na Trelę 60:59, dwóch kolejnych na remis ze wskazaniem 59:58 dla Foremana). Werdykt sędziów został wybuczany przez meksykańskich kibiców. Była to jedyna walka w tym turnieju, której Foreman nie wygrał przed czasem. Polak miał wystąpić również na igrzyskach w Monachium, lecz na cztery dni przed wyjazdem skreślono go z ekipy.
Trela pięciokrotnie zdobył mistrzostwo Polski w swojej kategorii (1966, 1967, 1968, 1970 i 1971). Był też wicemistrzem (1973) oraz czterokrotnym brązowym medalistą MP (1962, 1965, 1974 i 1975). W latach 1966–1974 szesnaście razy wystąpił w reprezentacji Polski; wygrał jedenaście pojedynków, a pięć przegrał. W całej swojej karierze stoczył 275 walk, z czego 220 wygrał, 11 zremisował i 44 przegrał. Słynął z waleczności, szybkości i wytrzymałości.
Po zakończeniu kariery został trenerem pięściarzy w Stalowej Woli. Poza boksem pracował też w narzędziowni Huty Stalowa Wola, jako kierownik drużyny piłkarskiej Stali oraz w Stanach Zjednoczonych jako ślusarz i bramkarz w restauracji. Po powrocie do Stalowej Woli współtworzył szkołę bokserską Feniks, z której został zwolniony w styczniu 2013. Był żonaty z Anną, z którą miał synów Grzegorza i Marka.
W ostatnim okresie życia, żyjąc w biedzie, cierpiał na arytmię serca, nadciśnienie, cukrzycę i miażdżycę tętnic kończyn dolnych. W grudniu 2018, przed świętami Bożego Narodzenia trafił do szpitala w Stalowej Woli, gdzie zmarł 12 lutego 2019 w wieku 76 lat. Pochowano go trzy dni później na miejscowym cmentarzu komunalnym (kwatera Z, rząd E, grób 44).